# チャタム (軽巡洋艦)
|          |                                                                                    |
| 艦歴     |                                                                                    |
| 発注     |                                                                                    |
| 起工     | 1911年1月3日                                                                       |
| 進水     | 1911年11月9日                                                                      |
| 就役     | 1912年12月                                                                         |
| 退役     |                                                                                    |
| その後   | 1920年にニュージーランドに貸与 1926年7月13日にスクラップとして売却                 |
| 除籍     |                                                                                    |
| 性能諸元 |                                                                                    |
| 排水量   | 5,400トン                                                                          |
| 全長     | 457 ft (139 m) Overall                                                             |
| 全幅     | 50 ft (15 m)                                                                       |
| 吃水     | 15 ft 9 in (4.8 m)                                                                 |
| 機関     | パーソンズ蒸気タービン、4軸推進、 ヤーロウ缶12基、25,000hp                         |
| 最大速   | 25.5ノット (47 km/h)                                                               |
| 乗員     | 429-440名                                                                          |
| 兵装     | 6インチMk XI 砲8門、 3インチ砲1門、 3ポンド砲4門、 機銃4基、 21インチ魚雷発射管2門 |

チャタム (HMS Chatham) はイギリス海軍の軽巡洋艦。チャタム級。

## 艦歴
チャタム工廠で建造。1911年1月3日起工。同年11月9日進水。1912年12月就役。
地中海の第2軽巡洋艦戦隊に配属され、ゲーベン追跡戦に参加。次いで紅海に派遣され、1914年11月にはドイツ巡洋艦「ケーニヒスベルク」に対する作戦に関わった。1915年5月に「チャタム」は地中海に戻り、ガリポリ上陸支援に従事した。スブラ湾への上陸作戦時は、「チャタム」は上陸艦隊指揮官であるJohn de Robeck少将の旗艦であった。1916年、「チャタム」は本国海域に戻りグランドフリートの第3軽巡洋艦戦隊に編入された。1916年5月26日、触雷して損傷。
戦後の1920年にニュージーランド海軍に貸与される。1926年7月13日にスクラップとして売却された。